# 火石山镇
火石山镇，原为火石山乡，是中华人民共和国黑龙江省绥化市安达市下辖的一个乡镇级行政单位。2019年5月，撤乡设镇，区划代码改为231281112。

## 行政区划
火石山镇下辖以下地区：
仁和村、兴华村、兴胜村、德胜村、三胜村和兴业村。